# Dave Ray

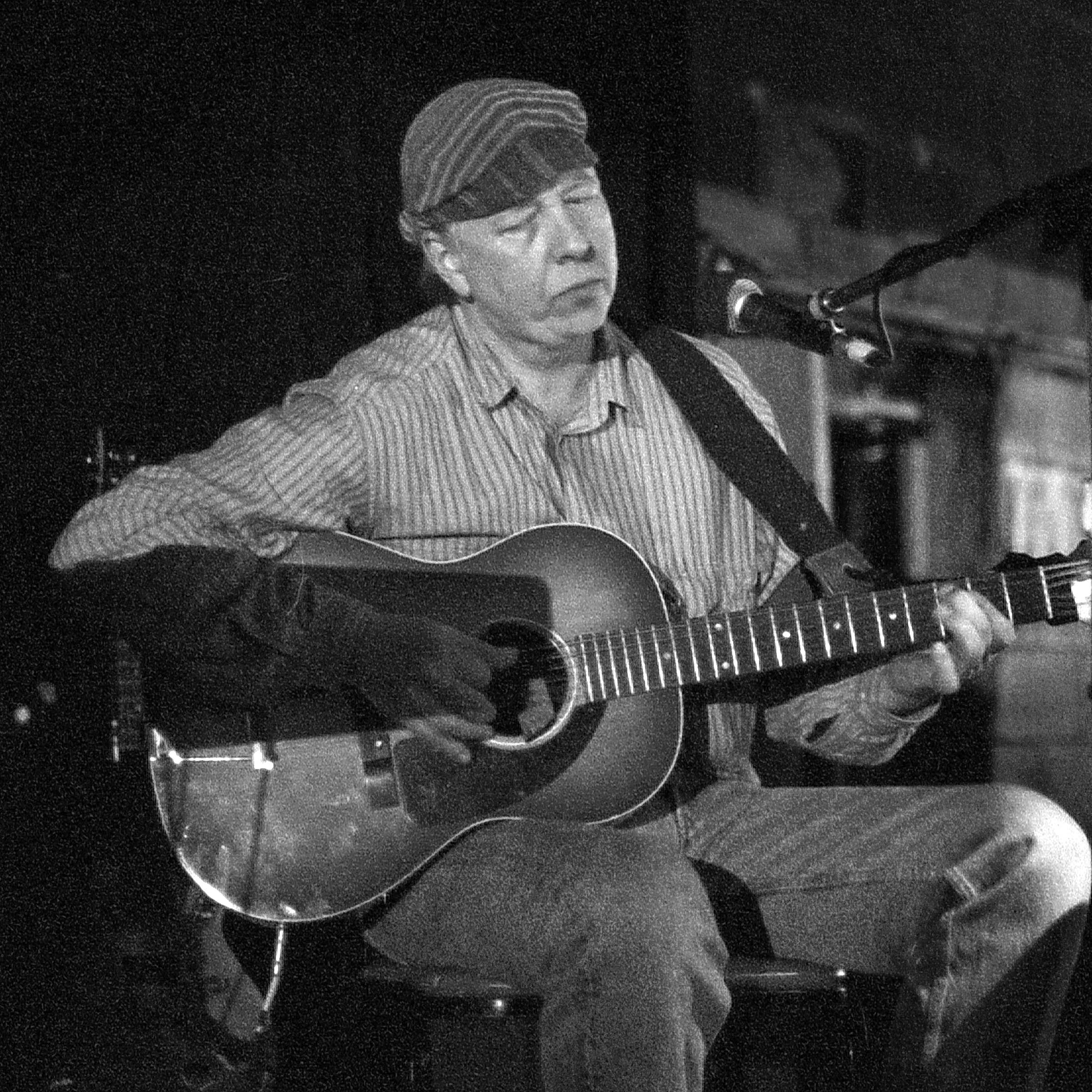
Dave "Snaker" Ray 1993 beim Auftritt im "The Cabooze", Minneapolis

Dave „Snaker“ Ray (* 17. August 1943 in St. Paul, Minnesota; † 28. November 2002 in Minneapolis) war ein US-amerikanischer Bluessänger und -Gitarrist,  der vor allem durch seine Zusammenarbeit mit „Spider“ John Koerner und Tony „Little Sun“ Glover bekannt geworden ist.
In den 1960er Jahren sind die drei zunächst gemeinsam unter dem Namen Koerner, Ray & Glover aufgetreten und haben Schallplatten veröffentlicht, sind dann seit Anfang der 1970er Jahre z. T. eigene musikalische Wege gegangen.

## Diskographie
- - Snaker's Here (1965)
  - Fine Soft Land (1967)
  - Kid-Man (1977)
  - Snake Eyes (1998)

### Kollaborationen
mit Koerner, Ray & Glover
- Blues, Rags and Hollers (1963)
- Lots More Blues, Rags and Hollers (1964)
- The Return of Koerner, Ray & Glover (1965)
- Good Old Koerner, Ray & Glover (1972)
- One Foot in the Groove (1996)

mit Bamboo
- Keep What Makes You Feel Nice (Elektra, 1969)

mit Tony Glover
- Legends in Their Spare Time (1987)
- Ashes in My Whiskey (1990)
- Picture Has Faded (1993)

mit The Three Bedroom Ramblers
- What Was the Question? (1995)

mit Back Porch Rockers
- By the Water (1999)

mit Jeff Dagenhardt & Dave Kasik (the 6L6 Band)
- A Hollowbody Experience (2002)